# Markus Hoelgaard
Markus Hoelgaard (Stavanger, 4 oktober 1994) is een Noors wielrenner die anno 2024 rijdt voor Uno-X Pro Cycling Team. Zijn oudere broer Daniel is ook wielrenner.

## Overwinningen
2012
2e etappe GP Général Patton
2017
1e etappe Ronde van de Elzas
2018
 Jongerenklassement Arctic Race of Norway
2019
4e etappe Arctic Race of Norway
2021
1e etappe Arctic Race of Norway
2023
Bergklassement Ronde van Polen
2024
 Noors kampioen op de weg, elite
3e etappe Ronde van Wallonië
Tour of Leuven-Memorial Jef Scherens

## Resultaten in voornaamste wedstrijden
| Jaar | Ronde van Italië | Ronde van Frankrijk | Ronde van Spanje |
| ---- | ---------------- | ------------------- | ---------------- |
| 2018 |                  |                     |                  |
| 2019 |                  |                     |                  |
| 2020 |                  |                     |                  |
| 2021 |                  |                     |                  |
| 2022 |                  |                     |                  |
| 2023 |                  |                     |                  |
| 2024 |                  |                     |                  |
| 2025 |                  | 64e                 |                  |

| Jaar | Milaan-San Remo | Ronde van Vlaanderen | Parijs-Roubaix | Amstel Gold Race | E3 Saxo Classic | Parijs-Tours | Brabantse Pijl |  | WK op de weg |
| ---- | --------------- | -------------------- | -------------- | ---------------- | --------------- | ------------ | -------------- |  | ------------ |
| 2018 |                 |                      |                |                  |                 |              |                |  | opgave       |
| 2019 |                 |                      |                |                  |                 |              |                |  |              |
| 2020 |                 |                      |                |                  |                 | 35e          |                |  | 36e          |
| 2021 |                 |                      |                | 19e              | 8e              |              | 28e            |  | 12e          |
| 2022 |                 |                      |                |                  |                 | 74e          |                |  |              |
| 2023 | 152e            |                      |                | opgave           | opgave          |              | 46e            |  |              |
| 2024 |                 | opgave               |                | 34e              | 27e             | 38e          | 34e            |  | 14e          |
| 2025 | 59e             | 14e                  | 8e             |                  | 45e             |              |                |  |              |

## Ploegen
- 2013 –  Etixx-iHNed
- 2014 –  Etixx
- 2015 –  Team Coop-Øster Hus
- 2016 –  Team Joker Byggtorget[1]
- 2017 –  Joker Icopal
- 2018 –  Joker Icopal
- 2019 –  Uno-X Norwegian Development Team
- 2020 –  Uno-X Pro Cycling Team
- 2021 –  Uno-X Pro Cycling Team
- 2022 –  Trek-Segafredo
- 2023 –  Trek-Segafredo
- 2024 –  Uno-X Pro Cycling Team
- 2025 –  Uno-X Mobility

Alaphilippe · Bouvry · Hník · D. Hoelgaard · M. Hoelgaard · Konrad · Koudela · Sénéchal · Spokes · Vakoč · Verhelst · Wiśniowski · Rumac (stagiair)
Cuadros · Dolezel · Ghistelinck · Guérin · Hirt · Hník · D. Hoelgaard · M. Hoelgaard · Kerkhof · Rumac · Spokes · Wisniowski · Schultz (stagiair)
Aasheim · Dahl · Evensen · Forfang · Hagen · Hoelgaard · Hoem · Knotten · Røinås · Skjerping · Tiller · Vangstad
Aberasturi · Baroncini · Bernard · Brambilla · Brustenga · Cataldo · Ciccone · Egholm · Elissonde · Gallopin · Gebreigzabhier· Hellemose · Hoelgaard · Hoole · Kamp · Kirsch · Liepiņš · López · Mollema · Mosca · Moschetti · Pedersen · Pellaud · Simmons · Skjelmose Jensen · Skujiņš · Stuyven · Theuns · Tiberi · Tolhoek · Vergaerde · Nys (stagiair) · Vacek (stagiair)
Aberasturi · Baroncini · Bernard · Brustenga · Cataldo · Ciccone · Elissonde · Gallopin · Gebreigzabhier · Hellemose · Hoelgaard · Hoole · Kirsch · Liepiņš · López · Mollema · Mosca · Nys · Mad.Pedersen · Simmons · Skjelmose · Skujiņš · Stuyven · Tesfatsion · Theuns · Tiberi (tot 28/4) · Tolhoek · Vacek · Vergaerde · Aebersold (stagiair) · Mar.Pedersen (stagiair) · Teutenberg (stagiair)
Abrahamsen · Andersen · Bendixen · Bévort · Blikra  · Blume Levy · Cort · Dversnes · Eiking (vanaf 8/2) · Fredheim · Gudmestad · Hoelgaard · Holter · Hvideberg · A. Johannessen · T. Johannessen · Kristoff · J. Kulset · M. Kulset · S. Kulset · Larsen · Leknessund · Løland · Resell · Sander Hansen · Skaarseth · Tiller · Urianstad · Wallin · Wærenskjold